# ذخیره‌گاه طبیعی خینگان
ذخیره‌گاه طبیعی خینگان (انگلیسی: Khingan Nature Reserve) یک ذخیره‌گاه و منطقه حفاظت شده در استان آمور کشور روسیه است.